# الاسترجاع الذهني (في علم النفس)
الارتجاع أو الذاكرة المتكررة اللاإرادية هو ظاهرة نفسية يمر فيها الفرد بتجربة مفاجئة، وغالبًا ما تكون قوية، لاستعادة تجربة ماضية أو عناصر من تجربة ماضية. يمكن أن تكون هذه التجارب مرعبة، أو سعيدة، أو حزينة، أو مثيرة، أو مصحوبة بأي مشاعر أخرى. يُستخدم هذا المصطلح خصوصًا عندما تُسترجع الذاكرة بشكل لا إرادي، لا سيما عندما تكون شديدة لدرجة أن الشخص "يعيش" التجربة من جديد، ولا يستطيع التعرف تمامًا على أنها ذكرى لتجربة سابقة وليست شيئًا يحدث في "الوقت الحاضر".
التاريخ

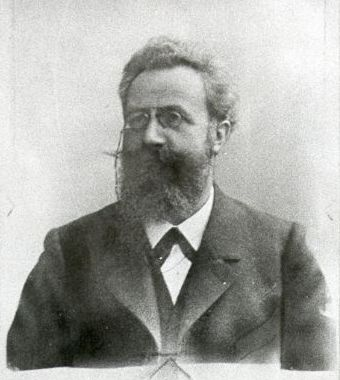
هيرمان إيبينغهاوس (1850–1909)

الارتجاعات هي "تجارب شخصية تطرأ على وعيك دون أي محاولة واعية أو مخططة للبحث أو استرجاع هذه الذاكرة". أحيانًا لا يكون لهذه التجارب علاقة كبيرة أو أي علاقة بالوضع الحالي. بالنسبة لأولئك الذين يعانون من اضطراب ما بعد الصدمة، يمكن للارتجاعات أن تعطل الحياة اليومية بشكل كبير.
تنقسم الذاكرة إلى عمليات إرادية (واعية) ولا إرادية (غير واعية) تعمل كل منها بشكل مستقل عن الأخرى. تعود النظريات والأبحاث حول الذاكرة إلى هيرمان إبينغهاوس، الذي بدأ دراسة المقاطع عديمة المعنى. صنّف إبينغهاوس ثلاث فئات مميزة للذاكرة: الذاكرة الحسية، والذاكرة القصيرة الأمد، والذاكرة طويلة الأمد.
- الذاكرة الحسية تتألف من تخزين مؤقت جدًا للمعلومات ضمن وسيلة معينة (مثل الخط الذي تراه بعد تحريك شعلة ضوئية في مجال رؤيتك، وهو ناتج عن الذاكرة الحسية).[4]
- الذاكرة القصيرة الأمد تتكون من المعلومات المستخدمة حاليًا لإكمال المهمة الجارية.[4]
- الذاكرة طويلة الأمد تتكون من الأنظمة المستخدمة لتخزين الذكريات على مدى فترات طويلة. وهي التي تُمكّنك من تذكر ما حدث قبل يومين عند الظهر، أو من اتصل بك الليلة الماضية.[2]

لم تُجرَ أبحاث كثيرة حول الارتجاعات في مجال علم النفس المعرفي. ومع ذلك، فقد دُرست ضمن المجال السريري، وتم التعرف عليها كأعراض لعدة اضطرابات، بما في ذلك اضطراب ما بعد الصدمة. جادل ميلر (١٩٦٢–١٩٧٤) بأن الذكريات اللاإرادية لا يجب دراستها بسبب هشاشتها.

## النظرية
نظرًا للطبيعة المراوغة للذكريات المتكررة اللاإرادية، فإن القليل معروف عن التجربة الذاتية للارتجاعات. ومع ذلك، يتفق المنظّرون على أن هذه الظاهرة ترجع جزئيًا إلى الطريقة التي تُشفّر (أو تُدخل) بها ذكريات الأحداث الخاصة في الذاكرة، والطريقة التي تُنظم بها، وكذلك الطريقة التي يستدعي بها الفرد الحدث لاحقًا.
بشكل عام، يمكن تصنيف النظريات التي تحاول تفسير ظاهرة الارتجاع إلى اثنين من وجهات النظر.
- وجهة النظر المسماة "الآلية الخاصة" ذات توجه سريري، حيث ترى أن الذكريات اللاإرادية ناتجة عن أحداث صادمة، وأن ذكريات هذه الأحداث تعود إلى آلية ذاكرة خاصة.
- أما وجهة النظر المسماة "الآلية الأساسية" فهي أكثر توجهًا تجريبيًا، وتستند إلى أبحاث الذاكرة. وترى أن الذكريات الصادمة تخضع لنفس معايير الذكريات اليومية الأخرى.

تتفق وجهتا النظر على أن الذكريات المتكررة اللاإرادية تنتج عن أحداث نادرة لا تحدث عادة. هذه الأحداث النادرة تستثير ردود فعل عاطفية قوية لأنها تنتهك التوقعات العادية. ووفقًا لوجهة النظر الخاصة، فإن الحدث يؤدي إلى ترميز إرادي مجزأ في الذاكرة، مما يجعل استرجاع الذاكرة لاحقًا أكثر صعوبة بوعي. من ناحية أخرى، فإن الذكريات اللاإرادية المتكررة تصبح على الأرجح أكثر توفرًا، وتُثار غالبًا عبر إشارات خارجية.
أما وجهة النظر الأساسية، فترى أن الحدث الصادم يؤدي إلى ترميز معزز ومتماسك للحدث في الذاكرة، مما يجعل كلًا من الذكريات الإرادية واللاإرادية متاحة بشكل أكبر للاسترجاع لاحقًا.
ما يزال موضع الخلاف حاليًا يتمثل في طبيعة المعايير التي تُعرّف الذكريات اللاإرادية. حتى وقت قريب، كان الباحثون يعتقدون أن الذكريات اللاإرادية هي نتيجة لحوادث صادمة مرّ بها الفرد في وقت ومكان محددين، مع فقدان جميع السمات الزمنية والمكانية للحدث أثناء نوبة الاسترجاع اللاإرادي. بعبارة أخرى، يفقد الأشخاص الذين يعانون من الارتجاعات كل إحساس بالزمن والمكان، ويشعرون وكأنهم يعيشون الحدث من جديد بدلًا من مجرد تذكره.
وهذا يتوافق مع وجهة النظر الخاصة في أن الذاكرة اللاإرادية تعتمد على آلية مختلفة عن تلك التي تستند إليها الذاكرة الإرادية. علاوة على ذلك، فإن المشاعر الأصلية التي مر بها الفرد وقت الترميز تُستعاد أيضًا خلال نوبة الارتجاع، مما قد يكون مزعجًا بشكل خاص عندما تكون الذاكرة متعلقة بحدث صادم.
كما أُثبت أن طبيعة الارتجاعات التي يعاني منها الفرد تكون ثابتة من حيث الشكل، حيث تحتفظ بشكلها المتطابق في كل مرة تظهر فيها، حتى عندما يتعلم الفرد معلومات جديدة تتناقض مباشرة مع المعلومات المخزنة في الذاكرة المتطفلة.
ومن خلال التحقيق الإضافي، وُجد أن الذكريات اللاإرادية تنبع عادة إما من منبهات أشارت إلى بداية الحدث الصادم، أو من منبهات ذات دلالة عاطفية قوية للفرد لأنها ارتبطت بشكل وثيق بالصدمة وقت الحدث. تصبح هذه المنبهات إشارات تحذيرية، وإذا تمت مواجهتها مجددًا فإنها تؤدي إلى استرجاع ارتجاعي. وقد أُطلق على ذلك اسم "فرضية الإشارة التحذيرية".
على سبيل المثال، قد يعاني شخص من ارتجاع عند رؤية بقع الشمس على العشب، لأنه يربط هذه البقع بأضواء السيارة التي رآها قبل تعرضه لحادث سير. وفقًا لإهلرز وكلارك، فإن الذكريات الصادمة تكون أكثر ميلًا لتحفيز الارتجاعات بسبب الترميز المعيب الذي يفشل فيه الفرد في أخذ السياق الزمني والمكاني بعين الاعتبار، وهي عادةً المعلومات التي ترافق الذكريات اليومية. يصبح هؤلاء الأفراد أكثر حساسية تجاه المنبهات المرتبطة بالحدث الصادم، مما يجعلها محفزات للارتجاع، حتى لو كان السياق المحيط بالمنبه غير مرتبط.
قد تستدعي هذه المحفزات استجابة تكيفية وقت وقوع الحدث الصادم، لكنها سرعان ما تصبح غير تكيفية إذا استمر الشخص في الاستجابة بالطريقة نفسها في مواقف لا يكون فيها خطر فعلي.
تُضيف وجهة نظر الآلية الخاصة إلى هذا بأن هذه المحفزات تُفعّل الذاكرة المجزأة للحدث الصادم، بينما تعمل الآليات المعرفية الوقائية على تثبيط استرجاع الذاكرة الأصلية. وتُعزز نظرية التمثيل المزدوج هذه الفكرة عبر اقتراح وجود آليتين منفصلتين تفسران الذكريات الإرادية واللاإرادية، الأولى تُعرف باسم نظام الذاكرة القابل للوصول لفظيًا، والثانية تُعرف باسم نظام الذاكرة القابل للوصول موقعيًا.
على النقيض من ذلك، ترى النظريات التي تنتمي إلى وجهة نظر الآلية الأساسية أنه لا توجد آليات منفصلة للذكريات الإرادية واللاإرادية، وأن استرجاع الذكريات المرتبطة بالأحداث الضاغطة لا يختلف بين الاستدعاء الإرادي واللاإرادي. وإنما تختلف آلية الاسترجاع ذاتها في كل نوع من أنواع التذكر. ففي الاسترجاع اللاإرادي، يؤدي المحفز الخارجي إلى انتشار غير مراقب للتنشيط داخل الذاكرة، في حين أن الاسترجاع الإرادي يخضع لضبط صارم ويكون موجهًا نحو هدف محدد.
بالإضافة إلى ذلك، فإن الاسترجاع اللاإرادي وفق الآلية الأساسية، سواء للأحداث السلبية أو الإيجابية، يتبع الآلية نفسها. وقد أظهرت الدراسات أن حوالي ٥٪ من المشاركين الذين يعانون من الارتجاعات، يمرون بارتجاعات إيجابية غير صادمة. وهم يعيشون نفس مستوى الشدة، ويستخدمون نفس آلية الاسترجاع التي يستخدمها من يعانون من ارتجاعات سلبية أو صادمة، بما في ذلك الوضوح العاطفي والحسية العالية للذاكرة اللاإرادية. الفارق الوحيد يكمن في ما إذا كانت العاطفة المستحضرة إيجابية أم سلبية.

## الإدراك

### الذاكرة الحسية
عادةً ما تُقسَّم الذاكرة إلى عمليات حسية، وقصيرة الأمد، وطويلة الأمد. العناصر التي تُرى، أو التفاصيل الحسية الأخرى المرتبطة بذاكرة متطفلة شديدة، قد تُسبب ارتجاعات. تحدث هذه التجارب الحسية مباشرة قبل نوبة الارتجاع. وهي تعمل كمنبه شرطي لظهور الحدث على شكل ذاكرة لاإرادية. إن وجود هذا الممهد يزيد من احتمال ظهور الارتجاع. وكما أن الذاكرة الحسية قد تُسهم في هذا، فإنها يمكن أيضًا أن تساعد في محو الروابط بين الذاكرة والممهد. قد تساعد إعادة التكييف وإعادة كتابة الذاكرة للأحداث المرتبطة بالإشارة الحسية على فصل الذاكرة عن الممهد.

### الذاكرة القصيرة الأمد / الذاكرة العاملة
كانت هناك العديد من الشكوك بأن الذكريات المزعجة قد تُسبب ضعفًا في الذاكرة القصيرة الأمد. بالنسبة للأشخاص الذين يعانون من ارتجاعات، فإن الحُصين – المسؤول عن الذاكرة العاملة – قد تعرض للتلف، مما يدعم النظرية القائلة بأن الذاكرة العاملة قد تأثرت أيضًا. أُجريت العديد من الدراسات لاختبار هذه النظرية، وجميع النتائج خلصت إلى أن الذاكرة المتطفلة لا تؤثر على الذاكرة القصيرة الأمد أو الذاكرة العاملة.

### الذاكرة طويلة الأمد
من بين أنواع عمليات الذاكرة الثلاثة، فإن الذاكرة طويلة الأمد تحتوي على أكبر كمية من التخزين وتشارك في معظم العمليات الإدراكية. وفقًا لـ راسموسن و بيرنتسن، "قد تُشكّل عمليات الذاكرة طويلة الأمد جوهر الفكر التلقائي" (٢٠٠٩). وبالتالي، فإن عملية الذاكرة الأكثر ارتباطًا بالارتجاعات هي الذاكرة طويلة الأمد. بالإضافة إلى ذلك، أظهرت دراسات أخرى عام ٢٠٠٩ لـ راسموسن وبيرنتسن أن الذاكرة طويلة الأمد أيضًا عرضة لعوامل خارجية مثل تأثير الحداثة، والانفعال، والتكرار، وذلك فيما يتعلق بقابلية الوصول. مقارنةً بالذكريات الإرادية، فإن الذكريات اللاإرادية تُظهر أزمنة استرجاع أقصر وتتطلب جهدًا معرفيًا أقل. وأخيرًا، تنشأ الذكريات اللاإرادية بسبب المعالجة التلقائية، التي لا تعتمد على الرقابة المعرفية العليا أو المعالجة التنفيذية. عادةً ما تكون الذاكرة الإرادية مرتبطة بالمعلومات السياقية، مما يسمح بحدوث تطابق بين الزمن والمكان. وهذا لا ينطبق على الارتجاعات. ووفقًا لـ بروين، و لانيِس وآخرين، فإن الارتجاعات منفصلة عن المعلومات السياقية، وبالتالي فهي منفصلة عن الزمان والمكان (٢٠٠٩).

### الذاكرة الحدثية
الذاكرة الحدثية هي نوع من الذاكرة طويلة الأمد، حيث تتكوّن الذكريات اللاإرادية من ذكريات سيرة ذاتية شديدة. وباعتبارها نوعًا من الذاكرة التصريحية، فهي تتبع الفكرة ذاتها بأن كلما كانت الذاكرة شخصية أكثر، زادت احتمالية تذكرها. عادةً ما تكون الذكريات المزعجة مرتبطة بمنبه مألوف سرعان ما يزداد تأثيره من خلال عملية تثبيت الذاكرة وإعادة تثبيتها. الفارق الرئيسي هو أن الأفكار المتطفلة يصعب نسيانها. معظم السرديات الذهنية تتضمن بدرجات متفاوتة نوعًا من العاطفة المرتبطة بالذاكرة. وفي حالة الارتجاعات، فإن معظم المشاعر المرتبطة بها تكون سلبية، رغم أنها قد تكون إيجابية أيضًا. هذه المشاعر تكون شديدة وتجعل الذاكرة أكثر وضوحًا. قد يؤدي تقليل شدة العاطفة المرتبطة بذاكرة متطفلة إلى تقليصها إلى ذاكرة حدثية أكثر هدوءًا.

## علم الأعصاب

### تشريح

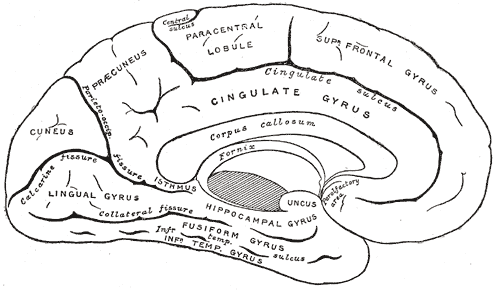
القطع السهمي الأوسط للدماغ البشري

يتم تسليط الضوء على الحُصين باللون الأحمر.

الارتجاعات، كما وُصفت في الأدبيات النفسية، تتضمن تجربة حسية قوية مصحوبة بإحساس فوري بالزمن والمكان الأصليين، وكأن الحدث يحدث من جديد. علم الأعصاب بدأ في توضيح الأساس البيولوجي لهذا النوع من الذكريات المتطفلة.
تُظهر الدراسات التصويرية أن مناطق محددة في الدماغ تنشط أثناء نوبات الارتجاع، خصوصًا اللوزة الدماغية، والحُصين، والقشرة الأمامية الجبهية.
- ·    اللوزة الدماغية تلعب دورًا رئيسيًا في المعالجة العاطفية، وتكون مفرطة النشاط في حالات الارتجاع، مما يفسر الشدة الانفعالية للذاكرة.[15]
- ·       الحُصين، المسؤول عن الترميز الزماني والمكاني للذكريات، يُظهر نشاطًا غير طبيعي أثناء الارتجاع، مما قد يفسر السبب وراء فقدان الإحساس بالزمن والمكان أثناء نوبة الذاكرة المتطفلة.[15]
- ·       أما القشرة الأمامية الجبهية، المسؤولة عن التنظيم التنفيذي والسيطرة المعرفية، فغالبًا ما تكون ضعيفة النشاط، مما يجعل من الصعب السيطرة على الاسترجاع اللاإرادي أو إيقافه.[15]

تشير هذه النتائج إلى أن الارتجاعات قد تحدث عندما تفشل الشبكات العصبية في الدماغ في تثبيط الذاكرة الصادمة بشكل مناسب. في هذه الحالة، يمكن لأي منبه مرتبط بالحدث الصادم أن يثير النشاط في اللوزة الدماغية والحُصين، ويؤدي إلى ظهور ذاكرة حسية قوية بلا وعي أو تحكم.

### التحقيقات السريرية
حتى الآن، لم يتم تأكيد الأسباب المحددة للاسترجاع الذهني بعد. وقد اقترحت عدة دراسات عوامل محتملة مختلفة. يقترح الأطباء النفسيون أن نوبات الفص الصدغي قد تكون لها علاقة أيضًا.
في المقابل، تم استبعاد عدة أفكار من كونها أسبابًا محتملة للفلاشباك. يشير تيم وآخرون، 2009، إلى أن هذه القائمة تشمل الأدوية أو المواد الأخرى، ومتلازمة تشارلز بونيه، والهلوسات البصرية المتأخرة (بالينوبسيا)، والهلوسات، والظواهر الانفصالية، ومتلازمة اختلال الشعور بالذات.
دراسة عن استمرار الذكريات الصادمة لدى أسرى الحرب العالمية الثانية، تحققت من خلال إجراء استبيانات حول مدى وحدّة الفلاشباك التي تحدث لدى أسرى الحرب. خلصت هذه الدراسة إلى أن استمرار الذكريات الذاتية الصادمة بشدة يمكن أن يمتد حتى ٦٥ سنة. وحتى وقت قريب، كانت دراسة الفلاشباك تقتصر على مشاركين يعانون مسبقًا من هذه الظاهرة، مثل أولئك الذين يعانون من اضطراب ما بعد الصدمة، مما قيّد الباحثين بالدراسات الرصدية/الاستكشافية بدلًا من الدراسات التجريبية.
كما وُجدت علاجات قائمة على نظريات تتعلق بكيفية عمل الذاكرة اللاإرادية. تتضمن هذه الإجراءات تغيير محتوى الذكريات المتطفلة وإعادة هيكلتها بحيث يتم محو الدلالات السلبية المرتبطة بها. يُشجَّع المرضى على الاستمرار في حياتهم وعدم التركيز على الذكريات المزعجة، ويتم تعليمهم التعرّف على أي منبّه قد يثير الفلاشباك. تظل الأحداث المرتبطة بالفلاشباك موجودة إلى حد كبير في أذهانهم، لكن المعنى والطريقة التي يدركون بها تلك الأحداث تصبح مختلفة. ووفقًا لـ إهلرز، فإن هذه الطريقة تحقّق معدل نجاح عالٍ مع المرضى الذين تعرضوا للصدمات.

### التحقيقات التصويرية العصبية
تم تطبيق تقنيات التصوير العصبي في التحقيق في ظاهرة الفلاشباك. من خلال هذه التقنيات، يحاول الباحثون اكتشاف الفروقات الهيكلية والوظيفية في تشريح الدماغ بين الأفراد الذين يعانون من الفلاشباك وأولئك الذين لا يعانون منه. يشمل التصوير العصبي مجموعة من التقنيات، منها التصوير المقطعي المحوسب، والتصوير المقطعي بالإصدار البوزيتروني، والتصوير بالرنين المغناطيسي (بما في ذلك الوظيفي)، بالإضافة إلى قياس المغناطيسية الدماغية. تعتمد دراسات التصوير العصبي التي تحقق في الفلاشباك على النظريات النفسية المعاصرة التي تُستخدم كأساس للبحث. ومن النظريات التي يتم التحقيق فيها باستمرار الفرق بين الذاكرة الصريحة والذاكرة الضمنية. هذا التمييز يحدد الطريقة التي تُستدعى بها الذكريات لاحقًا، أي إما بوعي (طوعيًا) أو دون وعي (لاإراديًا).
اعتمدت هذه الأساليب إلى حد كبير على الاستنتاج بالطرح، حيث يستدعي المشارك أولًا ذكرى ما بطريقة طوعية، ثم يستدعي نفس الذكرى مرة أخرى بوسائل لاإرادية. تُستثار الذكريات اللاإرادية (أو الفلاشباك) لدى المشاركين من خلال قراءة نص مشحون عاطفيًا لهم، مصمم لإثارة الفلاشباك لدى الأفراد الذين يعانون من اضطراب ما بعد الصدمة. يسجل المحققون المناطق الدماغية النشطة خلال كل من هذين الشرطين، ثم يطرحون النشاط الناتج عن الاسترجاع الطوعي. ويُفترض أن ما يتبقى يمثل الفروقات العصبية بين الحالتين.
أظهرت دراسات التصوير لدى المرضى الذين يعانون من اضطراب ما بعد الصدمة خلال تعرضهم لنوبات الفلاشباك، وجود نشاط زائد في مناطق من المسار الظهري، بما في ذلك الفص القذالي الأوسط، القشرة الحركية الأولية، والمنطقة الحركية الإضافية. يشارك المسار الظهري في المعالجة الحسية، وبالتالي فإن هذه التفعيلات قد تفسر التجارب البصرية الحية المرتبطة بالفلاشباك. كما وجدت الدراسة انخفاضًا في النشاط في مناطق مثل القشرة الصدغية السفلية والحُصين المجاور، وهي مناطق تشارك في معالجة العلاقات الإدراكية. وقد تُساهم هذه الانخفاضات في الشعور بالانفصال عن الواقع أثناء نوبات الفلاشباك.

### العلاقة بالاضطرابات النفسية وتعاطي المخدرات
يرتبط الفلاشباك غالبًا بالاضطرابات النفسية، إذ يُعدّ من الأعراض والمعايير التشخيصية لاضطراب الكرب التالي للصدمة، واضطراب الكرب الحاد، واضطراب الوسواس القهري. كما تمّت ملاحظة الفلاشباك لدى أشخاص يعانون من الاضطراب ثنائي القطب، والاكتئاب، والحنين إلى الوطن، وتجارب الاقتراب من الموت، والنوبات الصرعية، وتعاطي المواد المخدرة.
اقترح بعض الباحثين أن استخدام بعض المخدرات قد يؤدي إلى تجربة الفلاشباك. أبلغ مستخدمو عقار LSD أحيانًا عن "فلاشباك الحمض". وقد يشمل تأثير بعض الأدوية على الفلاشباك عدة عوامل مختلفة. فعلى سبيل المثال، أظهرت دراسة على استخدام نابيلون لعلاج الكوابيس لدى مرضى اضطراب ما بعد الصدمة أن استخدام هذا القنب الصناعي قد قلّل من الفلاشباك النهاري في بعض الحالات. ومع ذلك، فقد وجدت دراسة أخرى أن الأشخاص الذين تعرضوا سابقًا لمركّبات القنب (غير الصناعية)، قد يمرّون بـ"فلاشباك القنب" عند عودة مركب THC المخزّن في الخلايا الدهنية إلى مجرى الدم من خلال عملية تحلل الدهون.
الثقافة
تم تصوير هذه الظاهرة النفسية كثيرًا في السينما والتلفزيون. وكانت بعض أكثر الصور الإعلامية دقة للفلاشباك هي تلك المتعلقة بالحروب، وارتباط الفلاشباك باضطراب ما بعد الصدمة الناتج عن صدمات وضغوط الحرب. ومن أوائل التصويرات السينمائية لهذا الفلاشباك كان في فيلم ميلدريد بيرس عام ١٩٤٥.